# Constantin de Gortchakoff
Constantin de Gortchakoff est un architecte français né en 1929 et mort le 13 avril 2009.

## Biographie
Issu d'une famille princière russe, Constantin Viktorovitch est le fils de Victor Gortchakov, arrivé en France en 1924 après avoir été emprisonné par les communistes. Il naît en France et devient orphelin de père à l'âge de 2 ans.
Diplômé de l'École nationale des beaux-arts en 1968, il travaille à des commandes publiques, comme la bibliothèque des Langues orientales.
Il participe au projet du campus de Jussieu avec Urbain Cassan et René Coulon, à la suite du décès d'Édouard Albert en 1968 et reprend largement avec ses deux collègues le projet initial, notamment la tour Zamansky,. Il désire que la trame du projet d'Albert soit respectée et conservée lors des premières réflexions sur la réhabilitation de Jussieu.
Il a également travaillé pour des particuliers.